# Décès en juin 2019
Décès
- 2015
- 2016
- 2017
- 2018
- 2019
- 2020
- 2021
- 2022
- 2023

Pour une information complémentaire, voir la page d'aide.

| Date     | Nom                           | Activités | Âge | Source |
| -------- | ----------------------------- | --- | --- | ------ |
| 1er juin | José Antonio Reyes            | Footballeur espagnol. | 35  |        |
| 1er juin | Michel Serres                 | Philosophe français, membre de l'Académie française.                                                                                    | 88  |        |
| 2 juin   | Yannick Bellon                | Cinéaste et monteuse française. | 95  |        |
| 2 juin   | Walter Lübcke                 | Homme politique allemand. | 65  | (de)   |
| 2 juin   | Lowell North                  | Skipper américain, médaillé de bronze aux Jeux olympiques d'été de 1964 et champion olympique aux Jeux olympiques d'été de 1968.        | 89  | (en)   |
| 2 juin   | Lee Siu-kei                   | Acteur, cinéaste, producteur et scénariste chinois.                                                                                     | 69  |        |
| 2 juin   | Jean-Marie Vodoz              | Journaliste suisse. | 89  |        |
| 3 juin   | Atsushi Aoki                  | Catcheur japonais. | 41  | (en)   |
| 3 juin   | Agustina Bessa-Luís           | Écrivaine, scénariste, dramaturge et biographe portugaise.                                                                              | 96  | (pt)   |
| 3 juin   | Paul Darrow                   | Acteur britannique. | 78  | (en)   |
| 3 juin   | Fabrizio Fabbri               | Coureur cycliste italien. | 70  | (it)   |
| 3 juin   | Guy François                  | Footballeur haïtien. | 71  |        |
| 3 juin   | Jurica Jerković               | Footballeur yougoslave puis croate. | 69  | (hr)   |
| 3 juin   | Ken Matthews                  | Athlète de marche athlétique britannique, champion olympique aux Jeux olympiques d'été de 1964.                                         | 84  | (en)   |
| 4 juin   | Zakaria Ben Mustapha          | Homme politique tunisien. | 93  |        |
| 4 juin   | Billy Gabor                   | Basketteur américain. | 97  | (en)   |
| 4 juin   | Lennart Johansson             | Dirigeant de football suédois, président de l'UEFA de 1990 à 2007.                                                                      | 89  | (se)   |
| 4 juin   | Joe Overstreet                | Peintre américain. | 85  | (en)   |
| 5 juin   | Helmut Nickel                 | Auteur de bandes dessinées allemand. | 95  | (de)   |
| 5 juin   | Albert de Rohan               | Diplomate autrichien. | 83  | (en)   |
| 5 juin   | Elio Sgreccia                 | Cardinal italien. | 90  | (it)   |
| 6 juin   | Fernando Aínsa                | Écrivain hispano-uruguayen. | 81  | (en)   |
| 6 juin   | Dr. John                      | Pianiste, guitariste et chanteur américain.                                                                                             | 77  | (en)   |
| 6 juin   | Seiko Tanabe                  | Écrivaine japonaise. | 91  | (en)   |
| 7 juin   | Ryszard Bugajski              | Réalisateur polonais. | 76  | (pl)   |
| 7 juin   | Eva Côté                      | Secrétaire et femme politique canadienne.                                                                                               | 85  |        |
| 7 juin   | Narciso Ibáñez Serrador       | Scénariste et réalisateur uruguayen. | 83  | (es)   |
| 7 juin   | Janneta Metallidi             | Compositrice et pédagogue russe. | 85  | (ru)   |
| 7 juin   | Elżbieta Porzec               | Volleyeuse polonaise, médaillée de bronze aux Jeux olympiques d'été de 1968.                                                            | 74  | (pl)   |
| 8 juin   | Abdel Basset Sarout           | Footballeur puis chef rebelle syrien.                                                                                                   | 27  | (en)   |
| 8 juin   | Guy Bois                      | Historien français. | 84  |        |
| 8 juin   | Jorge Brovetto                | Homme politique uruguayen. | 86  | (es)   |
| 8 juin   | Justin Edinburgh              | Footballeur puis entraîneur britannique.                                                                                                | 49  | (en)   |
| 8 juin   | Renée Le Calm                 | Actrice française. | 100 |        |
| 8 juin   | Andre Matos                   | Chanteur brésilien. | 47  | (en)   |
| 9 juin   | Bushwick Bill                 | Rappeur et chanteur américain. | 52  | (en)   |
| 9 juin   | Yves Bot                      | Juriste et magistrat français. | 71  |        |
| 9 juin   | Fabien Lacaf                  | Dessinateur français de bande dessinée.                                                                                                 | 65  |        |
| 9 juin   | Juhani Wahlsten               | Hockeyeur sur glace puis entraîneur finlandais.                                                                                         | 81  | (fi)   |
| 10 juin  | Ib Nørholm                    | Compositeur et organiste danois. | 88  | (da)   |
| 10 juin  | Sven-David Sandström          | Compositeur suédois. | 76  | (sv)   |
| 10 juin  | Michel Sitjar                 | Joueur français de rugby à XV et de rugby à XIII.                                                                                       | 76  |        |
| 10 juin  | Valeria Valeri                | Actrice italienne. | 97  | (it)   |
| 11 juin  | Roberto Bailey                | Footballeur hondurien. | 66  | (es)   |
| 11 juin  | Carl Bertelsen                | Footballeur danois. | 81  | (da)   |
| 11 juin  | Yves Delsarte                 | Basketteur belge. | 90  |        |
| 11 juin  | Gabriele Grunewald            | Athlète américaine. | 32  | (en)   |
| 12 juin  | Hassen Abid                   | Tortionnaire tunisien. |     |        |
| 12 juin  | Francis Collomp               | Ingénieur français et ex-otage du groupe terroriste Ansaru.                                                                             | 69  |        |
| 12 juin  | Armand De Decker              | Homme politique belge. | 70  |        |
| 12 juin  | Léon Kalenga Badikebele       | Prélat catholique congolais. | 62  | (es)   |
| 12 juin  | Billy McKee                   | Homme politique britannique. | 97  | (en)   |
| 12 juin  | Sylvia Miles                  | Actrice américaine. | 94  | (en)   |
| 13 juin  | Irena Backus                  | Historienne suisse. | 69  |        |
| 13 juin  | Pat Bowlen                    | Cadre d'entreprise américain, propriétaire des Broncos de Denver.                                                                       | 75  | (en)   |
| 13 juin  | Edith González                | Actrice, danseuse et mannequin mexicaine.                                                                                               | 54  | (en)   |
| 13 juin  | Şeref Has                     | Footballeur turc. | 82  | (tr)   |
| 13 juin  | Bourkou Louise Kabo           | Femme politique tchadienne. | 84  |        |
| 13 juin  | Sean McCann                   | Acteur canadien. | 83  | (en)   |
| 13 juin  | Rosario Parmegiani            | Poloïste italien, champion olympique aux Jeux olympiques d'été de 1960.                                                                 | 82  | (it)   |
| 13 juin  | Jiří Pospíšil                 | Joueur de basket-ball tchécoslovaque puis tchèque.                                                                                      | 68  | (cs)   |
| 14 juin  | Roland Boudreau               | Homme politique canadien. | 83  |        |
| 14 juin  | Roger Béteille                | Ingénieur aéronautique français. | 97  |        |
| 14 juin  | Mahfoudh Romdhani             | Homme politique belge. | 72  |        |
| 15 juin  | Maurice Bénichou              | Acteur et metteur en scène français. | 76  |        |
| 15 juin  | Daniel Colin                  | Homme politique français. | 85  |        |
| 15 juin  | Josef Rieder                  | Skieur alpin autrichien. | 86  | (de)   |
| 15 juin  | Franco Zeffirelli             | Réalisateur et scénariste italien. | 96  | (it)   |
| 16 juin  | Frederick Andermann           | Neurologue et pédiatre canadien. | 88  | (en)   |
| 16 juin  | Raymond Catteau               | Pédagogue français. | 95  |        |
| 16 juin  | Erzsébet Gulyás-Köteles       | Gymnaste hongroise, médaillée d'argent et de bronze aux Jeux olympiques d'été de 1948 et 1952 puis championne olympique à ceux de 1956. | 94  | (hu)   |
| 16 juin  | Zappy Max                     | Animateur de radio français. | 97  |        |
| 16 juin  | Léonard-Claude Mpouma         | Homme politique camerounais. | 80  |        |
| 16 juin  | Rosina de Pèira               | Chanteuse française de langue occitane.                                                                                                 | 86  | (oc)   |
| 16 juin  | Suzan Pitt                    | Réalisatrice américaine. | 75  | (en)   |
| 16 juin  | Francine Shapiro              | Psychologue américaine. | 71  | (en)   |
| 16 juin  | Jean Soler                    | Écrivain et philosophe français. | 86  |        |
| 17 juin  | Jean-Marie Hullot             | Informaticien français. | 65  |        |
| 17 juin  | Mohamed Morsi                 | Homme d'État égyptien. | 67  | (en)   |
| 17 juin  | Pierre Pardoën                | Coureur cycliste français. | 88  |        |
| 17 juin  | Clemens Roothaan              | Physicien néerlandais. | 100 | (en)   |
| 17 juin  | Gloria Vanderbilt             | Personnalité mondaine et styliste américaine.                                                                                           | 95  | (en)   |
| 17 juin  | Yun-Sun Limet                 | Écrivaine belge d'origine coréenne. | 51  |        |
| 18 juin  | François Doubin               | Homme politique français. | 86  |        |
| 18 juin  | Molara Ogundipe-Leslie        | Auteure nigériane. | 78  | (en)   |
| 18 juin  | Milton Quon                   | Acteur et animateur américain. | 105 | (en)   |
| 18 juin  | Maria Giuseppa Robucci        | Supercentenaire italienne. | 116 | (it)   |
| 19 juin  | Desmond « Etika » Amofah      | Vidéaste américain. | 29  | (en)   |
| 19 juin  | Filipe Bole                   | Homme politique fidjien. | 83  | (en)   |
| 19 juin  | Philippe « Zdar » Cerboneschi | Musicien français. | 52  |        |
| 19 juin  | Adrian McCallum               | Catcheur britannique. | 36  |        |
| 19 juin  | Galina Varlamova              | Philologue russe. | 68  | (ru)   |
| 20 juin  | Eddie Garcia                  | Acteur et réalisateur philippin. | 90  | (en)   |
| 20 juin  | Peter Matić                   | Acteur autrichien. | 82  | (de)   |
| 20 juin  | Gerald Messlender             | Footballeur autrichien. | 57  | (de)   |
| 20 juin  | Rubén Suñé                    | Footballeur argentin. | 66  | (es)   |
| 20 juin  | Nora Tilley                   | Actrice belge. | 67  | (nl)   |
| 20 juin  | Mark Warawa                   | Homme politique canadien. | 69  |        |
| 21 juin  | Susan Bernard                 | Actrice, mannequin et femme d'affaires américaine.                                                                                      | 71  | (en)   |
| 21 juin  | Dimítris Khristófias          | Homme politique chypriote. | 72  | (en)   |
| 22 juin  | Anton Bendík                  | Accordéoniste et chanteur tchécoslovaque puis slovaque.                                                                                 | 87  | (sk)   |
| 22 juin  | Ruth Desqueyroux-Faúndez      | Spongiologiste suisse d'origine chilienne.                                                                                              | 86  |        |
| 22 juin  | Miguel Ángel Falasca          | Joueur puis entraîneur espagnol de volley-ball.                                                                                         | 46  |        |
| 22 juin  | Pierre Fortier                | Ingénieur et homme politique canadien.                                                                                                  | 86  |        |
| 22 juin  | Leevi Lehto                   | Écrivain, poète, traducteur et éditeur finlandais.                                                                                      | 68  | (fi)   |
| 23 juin  | Dave Bartholomew              | Musicien, chef d'orchestre, compositeur et arrangeur américain.                                                                         | 100 | (en)   |
| 23 juin  | Jean-Pierre Brancourt         | Historien du droit français. | 79  |        |
| 23 juin  | Andreï Kharitonov             | Acteur soviétique puis russe. | 59  | (ru)   |
| 23 juin  | Spiro Malas                   | Chanteur et acteur américain. | 86  | (en)   |
| 23 juin  | Stephanie Niznik              | Actrice américaine. | 52  | (en)   |
| 23 juin  | Fernando Roldán               | Footballeur chilien. | 97  | (es)   |
| 23 juin  | Žarko Varajić                 | Joueur serbe de basket-ball, médaillé d'argent aux Jeux olympiques d'été de 1976.                                                       | 67  | (en)   |
| 24 juin  | Janet Arnott                  | Curleuse canadienne. | 63  | (en)   |
| 24 juin  | Billy Drago                   | Acteur et producteur américain. | 73  | (en)   |
| 24 juin  | Iván Erőd                     | Compositeur et pianiste autrichien. | 83  | (de)   |
| 24 juin  | Ekaterina Mikhailova-Demina   | Militaire de l'Infanterie de marine soviétique puis russe.                                                                              | 93  | (ru)   |
| 25 juin  | Tony Barone                   | Entraîneur et dirigeant américain de basket-ball.                                                                                       | 72  | (en)   |
| 25 juin  | Alix Mahieux                  | Actrice française. | 95  |        |
| 25 juin  | Bryan Marshall                | Acteur britannique. | 81  | (en)   |
| 25 juin  | Kevin McKenna                 | Militant politique britannique. | 74  | (en)   |
| 25 juin  | Anne Richter                  | Nouvelliste et essayiste belge. | 80  |        |
| 25 juin  | Isabel Sarli                  | Actrice argentine. | 89  | (es)   |
| 25 juin  | Bruno de Keyzer               | Directeur de la photographie français.                                                                                                  | 69  |        |
| 26 juin  | Georges Brossard              | Entomologiste canadien. | 79  |        |
| 26 juin  | Charálambos Cholídis          | Lutteur grec, médaillé de bronze aux Jeux olympiques d'été de 1984 et à ceux de 1988.                                                   | 62  | (en)   |
| 26 juin  | Ivan Cooper                   | Homme politique britannique. | 75  | (en)   |
| 26 juin  | Gilberte Marin-Moskovitz      | Femme politique française. | 82  |        |
| 26 juin  | Édith Scob                    | Actrice française. | 81  |        |
| 26 juin  | Max Wright                    | Acteur américain. | 75  | (en)   |
| 27 juin  | Vukica Mitić                  | Joueuse de basketball yougoslave, médaillée de bronze aux Jeux olympiques d'été de 1980.                                                | 65  | (sr)   |
| 27 juin  | Nemesio Mosquera              | Footballeur international péruvien. | 82  | (es)   |
| 27 juin  | Hartmut Nickel                | Hockeyeur sur glace et entraîneur est-allemand puis allemand.                                                                           | 74  | (de)   |
| 27 juin  | Rodolfo Opazo Bernales        | Peintre, graveur, sculpteur et professeur des universités chilien.                                                                      | 84  | (es)   |
| 27 juin  | Justin Raimondo               | Écrivain et libertarien américain. | 67  | (en)   |
| 27 juin  | Louis Thiry                   | Organiste et musicien français. | 84  |        |
| 28 juin  | Paul Benjamin                 | Acteur américain. | 81  | (en)   |
| 28 juin  | Jean-Louis Chrétien           | Philosophe et poète français. | 66  |        |
| 28 juin  | Paul-Ferdinand Heidkamp       | Footballeur allemand. | 74  |        |
| 28 juin  | Lisa Martinek                 | Actrice allemande. | 47  | (it)   |
| 28 juin  | Jacques-René Rabier           | Haut-fonctionnaire français. | 99  |        |
| 28 juin  | Mário Jorge da Fonseca Hermes | Basketteur brésilien. | 92  | (pt)   |
| 29 juin  | Gary Duncan                   | Guitariste américain. | 72  | (en)   |
| 29 juin  | Florijana Ismaili             | Footballeuse suisse. | 24  |        |
| 29 juin  | Jeon Mi-seon                  | Actrice sud-coréenne. | 48  | (en)   |
| 29 juin  | Dickson Makwaza               | Footballeur puis entraîneur zambien. | 73  | (en)   |
| 29 juin  | Guillermo Mordillo            | Dessinateur argentin de bande dessinée.                                                                                                 | 86  |        |
| 30 juin  | Momir Bulatović               | Homme d'État monténégrin. | 62  | (ru)   |
| 30 juin  | Mitchell Feigenbaum           | Mathématicien, physicien et professeur d'université américain.                                                                          | 74  | (en)   |
| 30 juin  | Boris Gamaleya                | Poète français. | 88  |        |
| 30 juin  | Glyn Houston                  | Acteur britannique. | 93  | (en)   |
| 30 juin  | Abdoulaye Keita               | Footballeur guinéen. | 64  |        |
| 30 juin  | Jean Marcel                   | Professeur, essayiste et critique littéraire canadien.                                                                                  | 78  |        |
| 30 juin  | Anne Vanderlove               | Auteur-compositeur-interprète française.                                                                                                | 75  |        |